# Капелль, Петер
Пе́тер Ка́пелль (нем. Peter Capell; 3 сентября 1912, Берлин — 3 марта 1986, Мюнхен) — немецкий актёр.

## Биография
Петер Капелль учился драматическому искусству у Вальтера Франка в Берлине и получил первый сценический опыт в постановках Рейнхардта. После прихода к власти национал-социалистов Капелль эмигрировал в США, где работал в нескольких театрах, а в 1940—1941 годах гастролировал с постановкой «Гедды Габлер» Генрика Ибсена. Дебют Капелля в Нью-Йорке состоялся в 1947 году. Капелль также работал ассистентом режиссёра у Готфрида Рейнхарда, сына Макса Рейнхардта, а также работал на радио и телевидении. Капелль появился в нескольких американских фильмах преимущественно в ролях подозрительных иностранцев и негодяев.
В 1955 году Петер Капелль вернулся в Германию и был востребован в небольших ролях в немецком и международном кинематографе. В фильме Билли Уайлдера «Один, два, три» 1961 года Капелль сыграл роль советского посла. С 1960-х годов Капелль снимался на телевидении, где ему поручали, как правило, роли уважаемых, но и сомнительных зрелых мужчин — врачей, священников, высокопоставленных чиновников и богатых предпринимателей. Одновременно Капелль продолжил работу в нескольких театрах Мюнхена и занимался озвучиванием. Петер Капелль похоронен на мюнхенском Восточном кладбище.

## Фильмография
- 1945: Winterset
- 1950-54: Suspense
- 1952: Walk East on Beacon
- 1956: Mein Vater, der Schauspieler
- 1956: Anastasia, die letzte Zarentochter
- 1956: Die Trapp-Familie
- 1956: Zwischen Zeit und Ewigkeit
- 1957: Königin Luise
- 1957: Wie ein Sturmwind
- 1957:  Взломщик / The Burglar
- 1957: Blaue Jungs
- 1957: Тропы славы / Paths of Glory
- 1958: Мокрый асфальт / Nasser Asphalt
- 1958: Тайга / Taiga
- 1958: Schwester Bonaventura
- 1959: Du gehörst mir
- 1959: For the First Time
- 1959: Wernher von Braun – Ich greife nach den Sternen
- 1960: The Magnificent Rebel
- 1960: Der Satan lockt mit Liebe
- 1960: Die eiskalte Nacht
- 1960: The Counterfeit Traitor
- 1961: The Big Show
- 1961: Armored Command
- 1961: Один, два, три / One, Two, Three
- 1961: Auf Wiedersehen
- 1963: Der Fall Sacco und Vanzetti
- 1963: Der arme Bitos… oder Das Diner der Köpfe
- 1964: Ich fahre Patschold
- 1964: Bei Tag und Nacht
- 1966: Der schwarze Freitag
- 1967: Der Auswanderer
- 1967: Прекрасные времена в Шпессарте / Herrliche Zeiten im Spessart
- 1967: Das Kriminalmuseum
- 1968: Ein Sarg für Mr. Holloway
- 1968: Die goldene Pille
- 1968: Assignment K
- 1968: Affäre Dreyfuss
- 1969: Amerika oder der Verschollene
- 1970: Wer ist der nächste?
- 1970: Wie kurz ist die Zeit zu lieben
- 1970: Hauser’s Memory
- 1970: Ich schlafe mit meinem Mörder
- 1971: Viel Getu' um nichts
- 1971: Вилли Вонка и шоколадная фабрика / Willy Wonka & the Chocolate Factory
- 1971: Hausfrauen-Report 2
- 1971: Schüler-Report
- 1972: L' amante dell’orsa maggiore
- 1972: Hausfrauen-Report 3
- 1972: Alexander Zwo
- 1973: Tod eines Fremden
- 1973: Junge Mädchen mögen’s heiß, Hausfrauen noch heißer
- 1973: Der rote Schal
- 1973: Kara Ben Nemsi Effendi
- 1974: Wachtmeister Rahn
- 1975: Depressionen
- 1975: Die gelbe Karawane
- 1975: So oder so ist das Leben
- 1975: Деррик / Derrick
- 1977: Mulligans Rückkehr
- 1977:  Колдун / Sorcerer
- 1978: Son of Hitler
- 1978: Holocaust
- 1978: Федора / Fedora
- 1979: Theodor Chindler — Die Geschichte einer deutschen Familie
- 1980:  The American Success Company
- 1981: Charlotte
- 1981: Smuggler
- 1981: La certosa di Parma
- 1984: Die ewigen Gefühle
- 1984: The Little Drummer Girl
- 1985: Mamas Geburtstag